# Blackburneus walteri
Blackburneus walteri är en skalbaggsart som beskrevs av S. Endrödi 1976. Blackburneus walteri ingår i släktet Blackburneus och familjen Aphodiidae. Inga underarter finns listade.